# Johanna Stuttmann

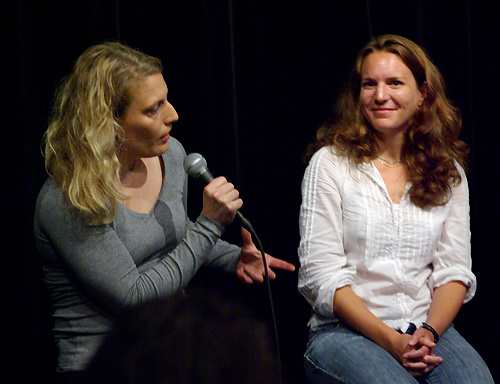
Brigitte Bertele und Johanna Stuttmann (rechts)

Johanna Stuttmann (* 10. September 1979 in Braunschweig) ist eine deutsche Drehbuchautorin.

## Leben
Sie wuchs in Freiburg auf, wo sie nach dem Abitur als Regieassistentin am Wallgraben-Theater arbeitete. Anschließend war sie als Drehbuchautorin und Produktionsleiterin für die Produktionsfirma der Fernsehserie Bernd das Brot tätig. Im Jahr 2002 nahm Johanna Stuttmann ein Studium im Fach Film und Medien mit Schwerpunkt Drehbuch an der Filmakademie Baden-Württemberg auf, das sie 2007 mit dem Film Nacht vor Augen abschloss. Für das Drehbuch, das die Geschichte eines traumatisiert aus Afghanistan zurückgekehrten Bundeswehrsoldaten erzählt, wurde sie mit mehreren Preisen ausgezeichnet. Neben ihrer Arbeit als Autorin und Dramaturgin ist sie seit 2009 Gastdozentin an der Filmakademie Baden-Württemberg.

## Filmografie
- 2005: Wolfsnacht (Kurzfilm)
- 2005: Weiße Ameisen (Kurzfilm)
- 2007: Ab morgen glücklich (Kurzfilm)
- 2008: Nacht vor Augen
- 2008: Der Tag, an dem ich meinen toten Mann traf
- 2009: Totentanz
- 2011: Der Brand
- 2011: Der ganz große Traum
- 2015: Im Spinnwebhaus

## Auszeichnungen
- 2005: Young Civis Media Prize der ARD für Weiße Ameisen
- 2007: Baden-Württembergischer Drehbuchpreis für Nacht vor Augen
- 2008: First Steps Award für Nacht vor Augen
- 2009: Nominierung für den Deutschen Filmpreis für des Drehbuchs zu Nacht vor Augen
- 2009: Studio Hamburg Nachwuchspreis für Nacht vor Augen
- 2013: Nominierung für den Thomas Strittmatter Drehbuchpreis für Das Spinnwebhaus